# خوان کارلوس کزنتروکی
خوان کارلوس کزنتروکی (انگلیسی: Juan Carlos Czentoriky; ۱۳ ژانویهٔ ۱۹۴۶ – ۲۹ مهٔ ۲۰۱۷) بازیکن فوتبال اهل آرژانتین بود.